# KNVB Beker 2025/26 (vrouwen amateurvoetbal)
De KNVB Beker vrouwen amateurvoetbal gaat op 30 augustus 2025 van start met de eerste kwalificatieronde.

## Landelijke beker
Deelnemers zijn de vrouwenelftallen uitkomend in de Topklasse en Hoofdklassen alsmede de Districtsbekerwinnaars 2024/25. In tegenstelling tot voorgaande seizoenen is er geen ronde in poulevorm.
De winnaars van de tweede kwalificatieronde en de kampioen van de Topklasse 2024/25 (DTS Ede) plaatsen zich tevens voor de KNVB Beker vrouwen.

### Wedstrijden

#### Eerste kwalificatieronde
Kampioen DTS Ede en periodekampioenen FC Eindhoven AV, Wartburgia en Ter Leede van de Topklasse 2024/25 vrijgesteld.
| Datum       | Team                  | Uitslag    | Team              |
| ----------- | --------------------- | ---------- | ----------------- |
| 30 augustus | Velsen                |            | De Jodan Boys     |
| 30 augustus | Saestum               |            | DSS               |
| 30 augustus | Berkel                |            | Always Forward    |
| 30 augustus | Reiger Boys           |            | FC Rijnvogels     |
| 30 augustus | Oranje Nassau         |            | Be Quick '28      |
| 30 augustus | Klarenbeek            |            | DSS-2             |
| 30 augustus | IJFC                  |            | VVOR              |
| 30 augustus | Ter Leede-2           |            | IJzendijke        |
| 30 augustus | Saestum-2             |            | UDI'19            |
| 30 augustus | ACV                   |            | Be Quick '28-2    |
| 30 augustus | AZSV                  |            | FC Eindhoven AV-2 |
| 30 augustus | Trekvogels            |            | DZC '68           |
| 30 augustus | Jong Sparta Rotterdam |            | Sporting '70      |
| 30 augustus | AFC                   |            | Sleeuwijk         |
| 30 augustus | HVCH                  |            | FC Berghuizen     |
| 31 augustus | Orion                 |            | Bavel             |
| 31 augustus | RKHBS                 |            | FC Tilburg        |
| 31 augustus | Hoogland              |            | ADO '20           |
| 31 augustus | DVC'16                |            | Nuenen            |
|             | Helpman               | vrijgeloot | vrijgeloot        |

#### Tweede kwalificatieronde
Kampioen DTS Ede van de Topklasse 2024/25 vrijgesteld.

## Districtsbekers
Aan de Districtsbekers (Groep 2) nemen de vrouwenelftallen uit het betreffende district deel die uitkwamen in de Eerste en Tweede klassen. (Elftallen uitkomend in de Derde klassen en lager spelen om de Districtsbekers (Groep 3)).
De eerste ronde wordt gespeeld in poulevorm. Elke poule bestaat uit vier, maar minimaal drie elftallen, die een halve competitie afwerken. De poulewinnaars plaatsen zich voor de knock-outfase.

Bij gelijkspel in de knock-outfase wordt de winnaar bepaald door middel van een strafschoppenserie, met uitzondering van een finale waar in dat geval eerst nog een verlenging wordt gespeeld.